# Calamosternus srinagarensis
Calamosternus srinagarensis är en skalbaggsart som beskrevs av Riccardo Pittino 2001. Calamosternus srinagarensis ingår i släktet Calamosternus och familjen Aphodiidae. Inga underarter finns listade.